# Linthe
Ne doit pas être confondu avec la rivière suisse Linth et la commune française de Linthes
Linthe est une commune allemande de l'arrondissement de Potsdam-Mittelmark, Land de Brandebourg.

## Géographie
Linthe se situe entre le Fläming et la vallée proglaciaire de Głogów-Baruth.
La commune comprend les quartiers d'Alt Bork (jusqu'en octobre 1937 Wendisch Bork), Deutsch Bork et Linthe.
|            | Brück       | Borkheide      |
| Bad Belzig | Linthe      | Beelitz        |
|            | Mühlenfließ | Treuenbrietzen |

Linthe se trouve sur la Bundesautobahn 9.

## Histoire
Linthe est mentionné pour la première fois en 1342.
Alt Bork et Deutsch Bork fusionnent en juillet 2002 avec Linthe.

## Source
- (de) Cet article est partiellement ou en totalité issu de l’article de Wikipédia en allemand intitulé « Linthe » (voir la liste des auteurs).